# Stíhací bombardér

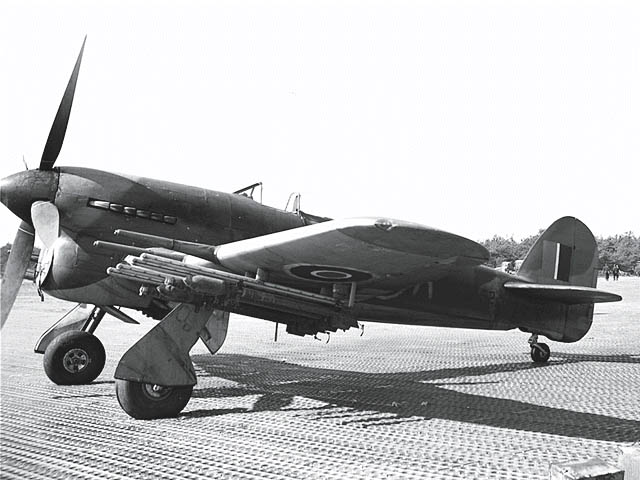
Hawker Typhoon, stíhací bombardér z doby druhé světové války.

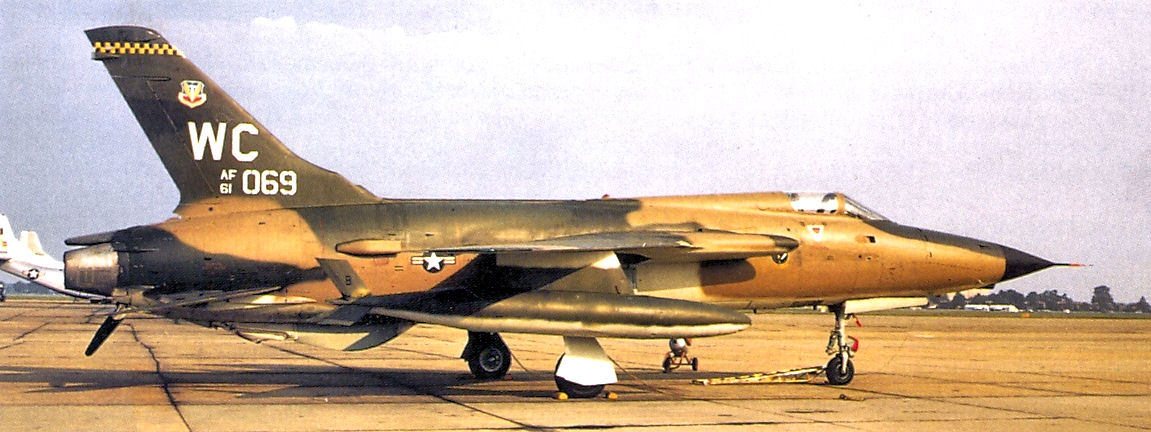
Republic F-105 Thunderchief, typ užívaný ve vietnamské válce.

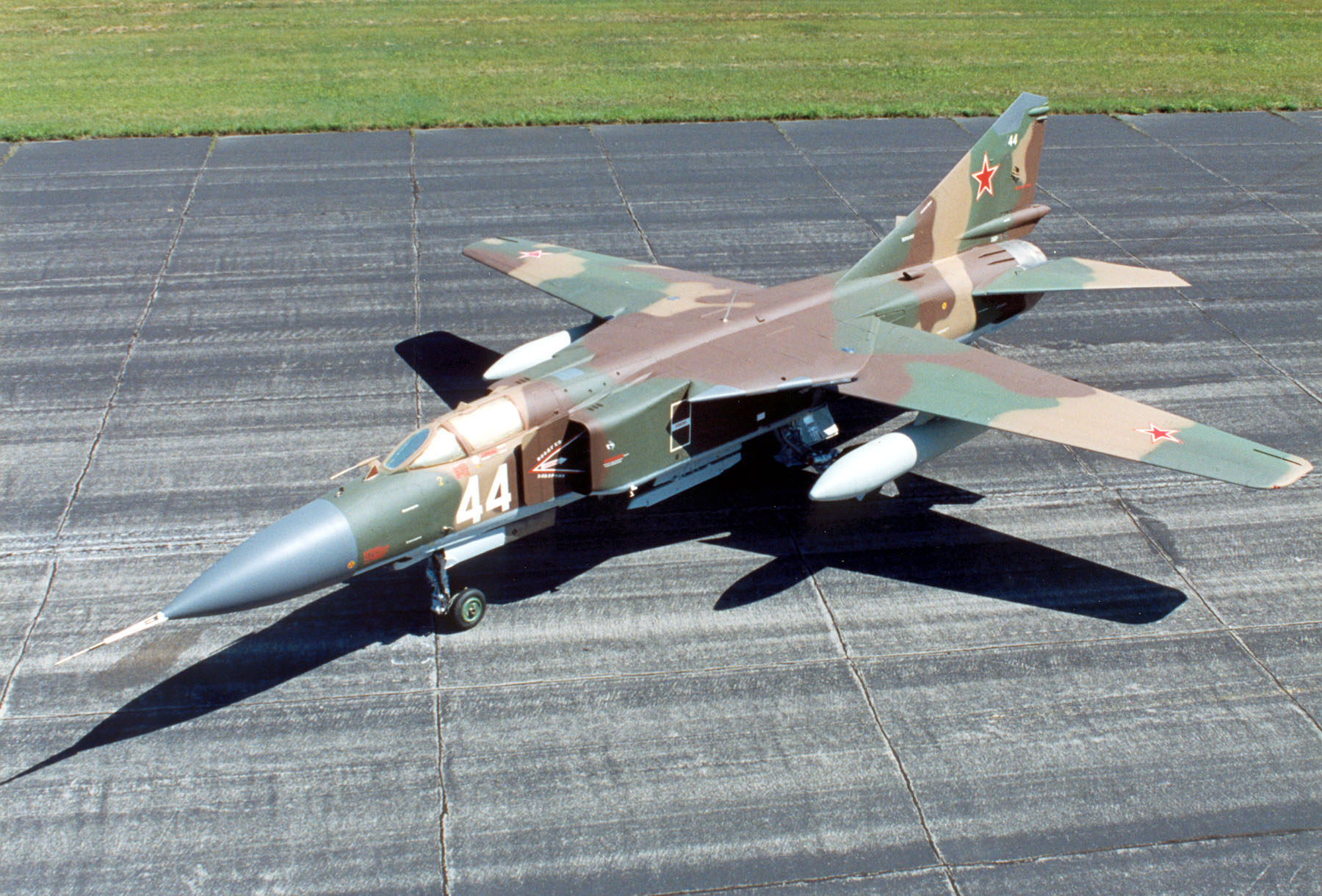
Stíhací bombardér MiG-23

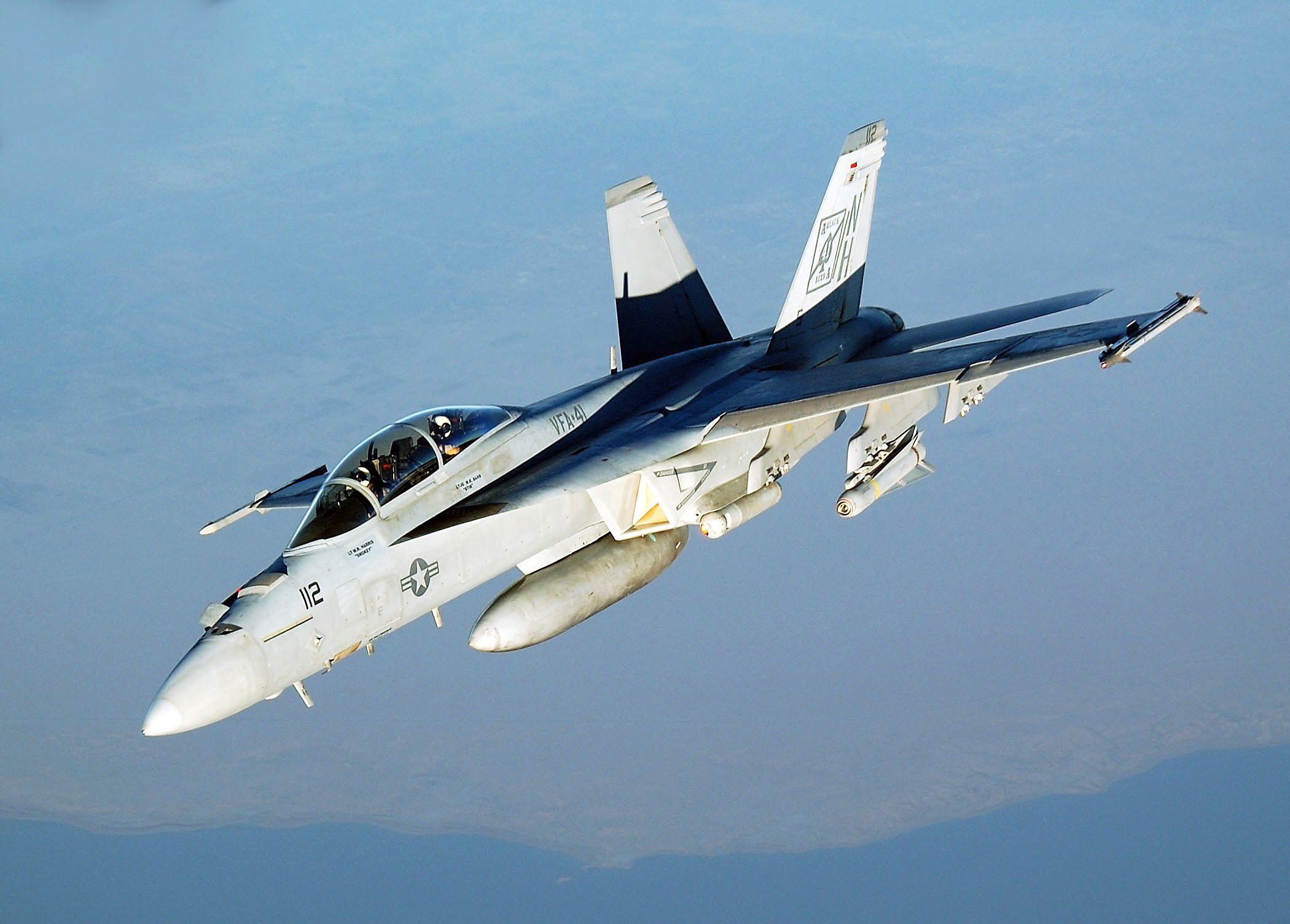
Stíhací bombardér Boeing F/A-18E/F Super Hornet

Stíhací bombardér nebo přesněji stíhací-bombardovací letoun, je frontový (taktický) stíhač, který je schopen úderů proti pozemním a hladinovým cílům. Kombinuje schopnosti stíhače a frontového bitevního stroje (nebo těžkého bombardéru), obvykle je schopen útočit silnými zbraněmi třídy „vzduch-země“. Hlavním rozdílem od bitevního stroje je schopnost vést ofenzivní vzdušný boj silnými zbraněmi třídy „vzduch-vzduch“. V poslední době se vedle specializovaných střel vzduch-vzduch a vzduch-země používají též univerzální střely.
Typicky jsou údery na pozemní cíle vedeny těžkými bombardéry a bitevníky zpod ochrany stíhačů. Stíhací bombardéry jsou však schopny vést boj bez stíhacího krytí, díky výborným manévrovacím schopnostem a výzbroji, dostatečnou pro řádnou obranu před stíhači soupeře, a dále mají schopnost rušit a ničit protivníkovu protivzdušnou obranu. Na druhou stranu, po přípravě, bombardéry a bitevní letouny skvěle a účinně působí proti pozemním konvojům nepřítele masivními vzdušnými údery (proti silně opevněným objektům a velkým bojovým plavidlům), ale pro boj s vysoce mobilním soupeřem, jako je například osamělý tank nebo nákladní auta, stejné stíhací bombardéry a útočné stroje, je pro těžké bombardéry a bitevníky často nemožné. Naopak, stíhací bombardér, který je schopen operovat bez krytí, je optimální pro plnění těchto úkolů. Přesto, další nevýhodou stíhacích bombardérů, v porovnání s běžnými bombardéry, je menší množství munice pro zabezpečení úderů na pozemní cíle.

## Pístové stíhací bombardéry

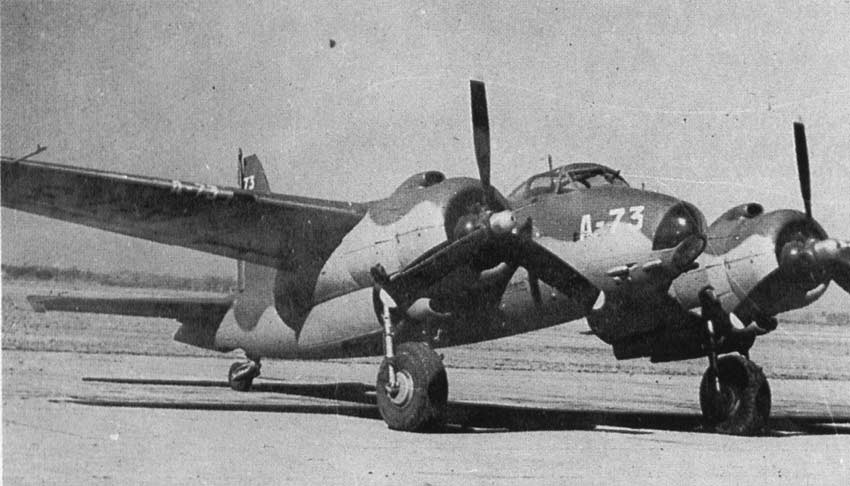
Argentinský stíhací bombardér FMA I. Ae. 24 Calquín

První stíhací bombardéry byly postaveny ještě v době pístového letectví. Nejslavnější pístové stíhací bombardéry:
- Messerschmitt Me 210;
- Spitfire (jako stíhací bombardér);
- Hawker Hurricane;
- Hawker Typhoon;
- Republic P-47 Thunderbolt;
- de Havilland Mosquito;

Stíhacím bombardérem byl také sovětský Jak-9. Ale, na rozdíl od Me 210, byl použit hlavně jako stíhací — použití jako stíhací bombardér prakticky představuje přidanou funkcí Jaku-9.
V pojetí tvůrců byly pístové stíhací bombardéry určeny pro použití jako univerzální letadlo — k ničení vzdušných a pozemních sil soupeře. Nicméně, v praxi, ne vždy všechno bylo tak jednoduché. Německé stíhací bombardéry Me 210 docela dobře ničily nepřátelské těžké bombardéry, dopravní letadla a mobilní pozemní jednotky nepřítele (tanky, auta, torpédové čluny a další malé lodě atd.), ale jasně prohrávaly s jednomotorovými stíhači.
Také ony prohrály s bombardéry a bitevními letouny ve schopnosti zničit dobře opevněné pozemní cíle (mosty, továrny, velké bojové lodě), ale dobře doplňovaly bombardéry ve spojení jako eskortní stíhačky, stejně jako letadla pro potlačení protivzdušné obrany.

## Reaktivní stíhací bombardéry
První nadzvuková letadla, která byla schopna stejně účinně vést vzdušný boj, jako útočit na pozemní cíle, byly stíhací letouny 3. generace: sovětský MiG-23B, MiG-23BN, MiG-27, Su-17M, americký F-4, francouzský Mirage F-1. Nicméně úkoly stíhacích bombardérů v průběhu bojů jsou definovány doktrínou jejich aplikace v konkrétních letectvu. Například, během války ve Vietnamu, americké stíhací bombardéry F-105 prováděly výhradně údery na pozemní objekty, i když se také konaly střety s letouny soupeře, a v řadě případů dosáhly vítězství.
To znamená, že na rozdíl od pístových stíhacích bombardérů, reaktivní stíhací bombardéry mají často vlastnosti, vhodné pro použití jako univerzální bojové letouny — jednající jak proti vzdušným cílům soupeře, tak proti jeho pozemním jednotkám. Stíhací bombardéry jsou zejména vhodné pro volný lov, jak vzdušných cílů (letadla, vrtulníky), tak i proti nepřátelským pozemním jednotkám či hladinovým plavidlům (zejména mobilním), a také pro aplikaci bodových úderů na pozemní objekty, v případech, kdy je použití bombardérů nepraktické.

## Rozdíly od víceúčelových stíhačů
V současné době je řadou vědců uznávána jako nová třída letadel „víceúčelový stíhací letoun“. Rozdíl od stíhacího bombardéru byl vždy velmi sporný, protože jsou obvykle oba klasifikovány stejně. Nicméně mezi nimi existuje podmíněný rozdíl:
- Stíhací bombardér je lepší alternativou frontového bombardéru, který v případě potřeby může využít své sekundární kvality — vést ofenzivní vzdušný boj.
- Víceúčelový stíhací letoun — to je univerzální stíhací letoun, určený v první řadě pro "vybojování převahy ve vzduchu", a pokud je to nutné, může být použit pro boj s pozemními silami a povrchovými plavidly.

Termín "víceúčelový stíhací letoun" často patří k letounům čtvrté generace.
- F/A-18E/F Super Hornet
- Su-34
- F-15E Strike Eagle
- Panavia Tornado
- Mig-27
- Su-7B
- Su-17
- Mig-15SB
- Soko J-22 Orao
- SEPECAT Jaguar